# ユー・ノウ・アイ・ノウ
『ユー・ノウ・アイ・ノウ』（You Know I Know）は、2018年にリリースされたオリー・マーズの6枚目のスタジオ・アルバムである。

## 概要
2枚組になっており1枚目には新曲14曲、2枚目はこれまでのヒット曲14曲を収録したベスト・アルバムとなっている。

## 収録曲
ディスク1
1. ムーヴス feat.スヌープ・ドッグ - Moves (feat. Snoop Dogg)
2. ゴー・ハード - Go Hard
3. ラヴ・ミー・アゲイン　- Love Me Again
4. エクセキューゼズ - Excuses
5. ユー・ノウ・アイ・ノウ feat.シャギー - You Know I Know
6. フィール・ザ・セイム - Feel the Same
7. サムバディ・ニュー - Somebody New
8. マーク・オン・マイ・ハート - Mark on My Heart
9. テイク・ユア・ラヴ - Take Your Love
10. マリア - Maria
11. トーキング・トゥ・マイセルフ - Talking to Myself
12. ヤンガー - Younger
13. ラヴ・ユー・ベター - Love You Better
14. フットステップス - Footsteps

ディスク2
1. ダンス・ウィズ・ミー・トゥナイト - Dance with Me Tonight
2. トラブルメイカー feat.フロー・ライダー - Troublemaker (featuring Flo Rida)
3. アップ feat.デミ・ロヴァート - Up (featuring Demi Lovato)
4. ハート・スキップス・ア・ビート feat. リズル・キックス - Heart Skips a Beat (featuring Rizzle Kicks)
5. ディア・ダーリン - Dear Darlin
6. ラップド・アップ feat.トラヴィー・マッコイ - Wrapped Up (featuring Travie McCoy)
7. ユー・ドント・ノウ・ラヴ - You Don't Know Love
8. キス・ミー - Kiss Me
9. プリーズ・ドント・レット・ミー・ゴー - Please Don't Let Me Go
10. シンキング・オブ・ミー - Thinking of Me
11. アンプリディクタブル with ルイーザ・ジョンソン - Unpredictable (with Louisa Johnson)
12. グロウ・アップ - Grow Up
13. ビジー - Busy
14. ライト・プレイス・ライト・タイム - Right Place Right Time